# Jan Wejhard Wrzesowicz
Jan Wejhard Wrzesowicz (czes. Jan Vekart z Vřesovic; ur. po 1623, zm. 28 sierpnia lub 10 września 1656) – czeski hrabia, oficer szwedzki w stopniu generała majora. Jeden z dowódców w trakcie szwedzkiego potopu.
Dokładna data urodzenia Wrzesowicza jest nieznana, jednak nastąpiło to po roku 1623, kiedy to pobrali się jego rodzice: Wilhelm Vekart, 1 hr. z Vřesovic oraz Anna Ludmiła z Salmu (prawdopodobnie w Nadrenii-Palatynacie). W roku 1652 przebywał już w Rzeczypospolitej i podczas sejmu w Warszawie został dzierżawcą wielickiej żupy solnej. Jednak z uwagi na nieregulowanie płatności do skarbca królewskiego dzierżawę wkrótce cofnięto.
Podczas szwedzkiego najazdu na Rzeczpospolitą w 1655 przeszedł na stronę Szwedów. W armii króla Karola X Gustawa otrzymał stopień generała majora. Jeszcze przed końcem roku, w dniach 8–9 listopada na czele niewielkiego oddziału bezskutecznie próbował zdobyć klasztor na Jasnej Górze. Kolejne próby jego zdobycia podjął 29 lutego i 24 kwietnia 1656. W obydwu wypadkach został jednak odparty i zmuszony do odwrotu.
Latem 1656 Wrzesowicz otrzymał rozkaz udania się na czele oddziału szwedzko-niemieckiego (Brandenburczycy i Sasi) w sile około 800–2000 ludzi na odsiecz oblężonemu przez Polaków Kaliszowi. W trakcie tej wyprawy, 28 sierpnia lub 10 września, w nocnej bitwie pod Lubrzem oddział Wrzesowicza został niespodziewanie zaatakowany przez oddział dowodzony przez pułkownika Andrzeja Karola Grudzińskiego. Obóz został złupiony, a żołnierze Wrzesowicza ponieśli wysokie straty i ulegli rozproszeniu. Sam Jan Wejhard Wrzesowicz został zabity przez okolicznych chłopów podczas próby ucieczki z pola bitwy. Popularyzator historii Sławomir Leśniewski pisze na ten temat tak: "Okrutnie obity drągami i wybatożony, znienawidzony czeski szlachcic «za niecne zdrady i rabunki jego» – jak stwierdza w rymowanej kronice współczesny autor Wojciech Odymalski – został utopiony w Lubrzy".
Postać Wrzesowicza pojawiła się na kartach powieści Henryka Sienkiewicza pod tytułem Potop (jako hrabia Weyhard Wrzeszczowicz), a także w jej ekranizacji z 1974 w reżyserii Jerzego Hoffmana. W filmie w rolę hrabiego wcielił się Mieczysław Voit.